# Список плезіозаврів
Тут наведений список плезіозаврів — ряд вимерлих водоплаваючих рептилій тріасового та крейдового періодів. Плезіозаврів поділяють на два підряди: довгошиїх плезіозаврів (включаючи родину цимоліазаврів) та короткошиїх пліозавроідів.

## Список родів
| Наукова назва     | Українська назва | Ілюстрації плезіозаврів |
| ----------------- | ---------------- | --- |
| Alzadasaurus      |                  | - Aristonectes - Attenborosaurus - Augustasaurus - Bishanopliosaurus - Брахаухеніус - Cryptoclidus - Edgarosaurus - Elasmosaurus - Hydrorion - Kaiwhekea - Кронозавр - Кронозавр - Лептоклейд - Libonectes - Лиоплевродон - Macroplata - Mauisaurus - Мегалнеузавр - Microcleidus - Muraenosaurus - Nichollssaura - Peloneustes - Плезиоплевродон - Plesiosaurus - Plesiosaurus - Плиозавр - Полиптиходон - Полиптиходон - Ромалеозавр - Ромалеозавр - Seeleysaurus - Симолест - Styxosaurus - Thalassiodracon - Thalassomedon - Thililua - Trinacromerum - Umoonasaurus |
| Anarosaurus       |                  | - Aristonectes - Attenborosaurus - Augustasaurus - Bishanopliosaurus - Брахаухеніус - Cryptoclidus - Edgarosaurus - Elasmosaurus - Hydrorion - Kaiwhekea - Кронозавр - Кронозавр - Лептоклейд - Libonectes - Лиоплевродон - Macroplata - Mauisaurus - Мегалнеузавр - Microcleidus - Muraenosaurus - Nichollssaura - Peloneustes - Плезиоплевродон - Plesiosaurus - Plesiosaurus - Плиозавр - Полиптиходон - Полиптиходон - Ромалеозавр - Ромалеозавр - Seeleysaurus - Симолест - Styxosaurus - Thalassiodracon - Thalassomedon - Thililua - Trinacromerum - Umoonasaurus |
| Apatomerus        |                  | - Aristonectes - Attenborosaurus - Augustasaurus - Bishanopliosaurus - Брахаухеніус - Cryptoclidus - Edgarosaurus - Elasmosaurus - Hydrorion - Kaiwhekea - Кронозавр - Кронозавр - Лептоклейд - Libonectes - Лиоплевродон - Macroplata - Mauisaurus - Мегалнеузавр - Microcleidus - Muraenosaurus - Nichollssaura - Peloneustes - Плезиоплевродон - Plesiosaurus - Plesiosaurus - Плиозавр - Полиптиходон - Полиптиходон - Ромалеозавр - Ромалеозавр - Seeleysaurus - Симолест - Styxosaurus - Thalassiodracon - Thalassomedon - Thililua - Trinacromerum - Umoonasaurus |
| Aphrosaurus       |                  | - Aristonectes - Attenborosaurus - Augustasaurus - Bishanopliosaurus - Брахаухеніус - Cryptoclidus - Edgarosaurus - Elasmosaurus - Hydrorion - Kaiwhekea - Кронозавр - Кронозавр - Лептоклейд - Libonectes - Лиоплевродон - Macroplata - Mauisaurus - Мегалнеузавр - Microcleidus - Muraenosaurus - Nichollssaura - Peloneustes - Плезиоплевродон - Plesiosaurus - Plesiosaurus - Плиозавр - Полиптиходон - Полиптиходон - Ромалеозавр - Ромалеозавр - Seeleysaurus - Симолест - Styxosaurus - Thalassiodracon - Thalassomedon - Thililua - Trinacromerum - Umoonasaurus |
| Aptychodon        |                  | - Aristonectes - Attenborosaurus - Augustasaurus - Bishanopliosaurus - Брахаухеніус - Cryptoclidus - Edgarosaurus - Elasmosaurus - Hydrorion - Kaiwhekea - Кронозавр - Кронозавр - Лептоклейд - Libonectes - Лиоплевродон - Macroplata - Mauisaurus - Мегалнеузавр - Microcleidus - Muraenosaurus - Nichollssaura - Peloneustes - Плезиоплевродон - Plesiosaurus - Plesiosaurus - Плиозавр - Полиптиходон - Полиптиходон - Ромалеозавр - Ромалеозавр - Seeleysaurus - Симолест - Styxosaurus - Thalassiodracon - Thalassomedon - Thililua - Trinacromerum - Umoonasaurus |
| Archaeonectrus    |                  | - Aristonectes - Attenborosaurus - Augustasaurus - Bishanopliosaurus - Брахаухеніус - Cryptoclidus - Edgarosaurus - Elasmosaurus - Hydrorion - Kaiwhekea - Кронозавр - Кронозавр - Лептоклейд - Libonectes - Лиоплевродон - Macroplata - Mauisaurus - Мегалнеузавр - Microcleidus - Muraenosaurus - Nichollssaura - Peloneustes - Плезиоплевродон - Plesiosaurus - Plesiosaurus - Плиозавр - Полиптиходон - Полиптиходон - Ромалеозавр - Ромалеозавр - Seeleysaurus - Симолест - Styxosaurus - Thalassiodracon - Thalassomedon - Thililua - Trinacromerum - Umoonasaurus |
| Aristonectes      |                  | - Aristonectes - Attenborosaurus - Augustasaurus - Bishanopliosaurus - Брахаухеніус - Cryptoclidus - Edgarosaurus - Elasmosaurus - Hydrorion - Kaiwhekea - Кронозавр - Кронозавр - Лептоклейд - Libonectes - Лиоплевродон - Macroplata - Mauisaurus - Мегалнеузавр - Microcleidus - Muraenosaurus - Nichollssaura - Peloneustes - Плезиоплевродон - Plesiosaurus - Plesiosaurus - Плиозавр - Полиптиходон - Полиптиходон - Ромалеозавр - Ромалеозавр - Seeleysaurus - Симолест - Styxosaurus - Thalassiodracon - Thalassomedon - Thililua - Trinacromerum - Umoonasaurus |
| Attenborosaurus   |                  | - Aristonectes - Attenborosaurus - Augustasaurus - Bishanopliosaurus - Брахаухеніус - Cryptoclidus - Edgarosaurus - Elasmosaurus - Hydrorion - Kaiwhekea - Кронозавр - Кронозавр - Лептоклейд - Libonectes - Лиоплевродон - Macroplata - Mauisaurus - Мегалнеузавр - Microcleidus - Muraenosaurus - Nichollssaura - Peloneustes - Плезиоплевродон - Plesiosaurus - Plesiosaurus - Плиозавр - Полиптиходон - Полиптиходон - Ромалеозавр - Ромалеозавр - Seeleysaurus - Симолест - Styxosaurus - Thalassiodracon - Thalassomedon - Thililua - Trinacromerum - Umoonasaurus |
| Augustasaurus     |                  | - Aristonectes - Attenborosaurus - Augustasaurus - Bishanopliosaurus - Брахаухеніус - Cryptoclidus - Edgarosaurus - Elasmosaurus - Hydrorion - Kaiwhekea - Кронозавр - Кронозавр - Лептоклейд - Libonectes - Лиоплевродон - Macroplata - Mauisaurus - Мегалнеузавр - Microcleidus - Muraenosaurus - Nichollssaura - Peloneustes - Плезиоплевродон - Plesiosaurus - Plesiosaurus - Плиозавр - Полиптиходон - Полиптиходон - Ромалеозавр - Ромалеозавр - Seeleysaurus - Симолест - Styxosaurus - Thalassiodracon - Thalassomedon - Thililua - Trinacromerum - Umoonasaurus |
| Bathyspondylus    |                  | - Aristonectes - Attenborosaurus - Augustasaurus - Bishanopliosaurus - Брахаухеніус - Cryptoclidus - Edgarosaurus - Elasmosaurus - Hydrorion - Kaiwhekea - Кронозавр - Кронозавр - Лептоклейд - Libonectes - Лиоплевродон - Macroplata - Mauisaurus - Мегалнеузавр - Microcleidus - Muraenosaurus - Nichollssaura - Peloneustes - Плезиоплевродон - Plesiosaurus - Plesiosaurus - Плиозавр - Полиптиходон - Полиптиходон - Ромалеозавр - Ромалеозавр - Seeleysaurus - Симолест - Styxosaurus - Thalassiodracon - Thalassomedon - Thililua - Trinacromerum - Umoonasaurus |
| Bishanopliosaurus |                  | - Aristonectes - Attenborosaurus - Augustasaurus - Bishanopliosaurus - Брахаухеніус - Cryptoclidus - Edgarosaurus - Elasmosaurus - Hydrorion - Kaiwhekea - Кронозавр - Кронозавр - Лептоклейд - Libonectes - Лиоплевродон - Macroplata - Mauisaurus - Мегалнеузавр - Microcleidus - Muraenosaurus - Nichollssaura - Peloneustes - Плезиоплевродон - Plesiosaurus - Plesiosaurus - Плиозавр - Полиптиходон - Полиптиходон - Ромалеозавр - Ромалеозавр - Seeleysaurus - Симолест - Styxosaurus - Thalassiodracon - Thalassomedon - Thililua - Trinacromerum - Umoonasaurus |
| Bobosaurus        |                  | - Aristonectes - Attenborosaurus - Augustasaurus - Bishanopliosaurus - Брахаухеніус - Cryptoclidus - Edgarosaurus - Elasmosaurus - Hydrorion - Kaiwhekea - Кронозавр - Кронозавр - Лептоклейд - Libonectes - Лиоплевродон - Macroplata - Mauisaurus - Мегалнеузавр - Microcleidus - Muraenosaurus - Nichollssaura - Peloneustes - Плезиоплевродон - Plesiosaurus - Plesiosaurus - Плиозавр - Полиптиходон - Полиптиходон - Ромалеозавр - Ромалеозавр - Seeleysaurus - Симолест - Styxosaurus - Thalassiodracon - Thalassomedon - Thililua - Trinacromerum - Umoonasaurus |
| Borealonectes     |                  | - Aristonectes - Attenborosaurus - Augustasaurus - Bishanopliosaurus - Брахаухеніус - Cryptoclidus - Edgarosaurus - Elasmosaurus - Hydrorion - Kaiwhekea - Кронозавр - Кронозавр - Лептоклейд - Libonectes - Лиоплевродон - Macroplata - Mauisaurus - Мегалнеузавр - Microcleidus - Muraenosaurus - Nichollssaura - Peloneustes - Плезиоплевродон - Plesiosaurus - Plesiosaurus - Плиозавр - Полиптиходон - Полиптиходон - Ромалеозавр - Ромалеозавр - Seeleysaurus - Симолест - Styxosaurus - Thalassiodracon - Thalassomedon - Thililua - Trinacromerum - Umoonasaurus |
| Brachauchenius    | Брахаухеніус     | - Aristonectes - Attenborosaurus - Augustasaurus - Bishanopliosaurus - Брахаухеніус - Cryptoclidus - Edgarosaurus - Elasmosaurus - Hydrorion - Kaiwhekea - Кронозавр - Кронозавр - Лептоклейд - Libonectes - Лиоплевродон - Macroplata - Mauisaurus - Мегалнеузавр - Microcleidus - Muraenosaurus - Nichollssaura - Peloneustes - Плезиоплевродон - Plesiosaurus - Plesiosaurus - Плиозавр - Полиптиходон - Полиптиходон - Ромалеозавр - Ромалеозавр - Seeleysaurus - Симолест - Styxosaurus - Thalassiodracon - Thalassomedon - Thililua - Trinacromerum - Umoonasaurus |
| Brancasaurus      |                  | - Aristonectes - Attenborosaurus - Augustasaurus - Bishanopliosaurus - Брахаухеніус - Cryptoclidus - Edgarosaurus - Elasmosaurus - Hydrorion - Kaiwhekea - Кронозавр - Кронозавр - Лептоклейд - Libonectes - Лиоплевродон - Macroplata - Mauisaurus - Мегалнеузавр - Microcleidus - Muraenosaurus - Nichollssaura - Peloneustes - Плезиоплевродон - Plesiosaurus - Plesiosaurus - Плиозавр - Полиптиходон - Полиптиходон - Ромалеозавр - Ромалеозавр - Seeleysaurus - Симолест - Styxosaurus - Thalassiodracon - Thalassomedon - Thililua - Trinacromerum - Umoonasaurus |
| Brimosaurus       |                  | - Aristonectes - Attenborosaurus - Augustasaurus - Bishanopliosaurus - Брахаухеніус - Cryptoclidus - Edgarosaurus - Elasmosaurus - Hydrorion - Kaiwhekea - Кронозавр - Кронозавр - Лептоклейд - Libonectes - Лиоплевродон - Macroplata - Mauisaurus - Мегалнеузавр - Microcleidus - Muraenosaurus - Nichollssaura - Peloneustes - Плезиоплевродон - Plesiosaurus - Plesiosaurus - Плиозавр - Полиптиходон - Полиптиходон - Ромалеозавр - Ромалеозавр - Seeleysaurus - Симолест - Styxosaurus - Thalassiodracon - Thalassomedon - Thililua - Trinacromerum - Umoonasaurus |
| Callawayasaurus   |                  | - Aristonectes - Attenborosaurus - Augustasaurus - Bishanopliosaurus - Брахаухеніус - Cryptoclidus - Edgarosaurus - Elasmosaurus - Hydrorion - Kaiwhekea - Кронозавр - Кронозавр - Лептоклейд - Libonectes - Лиоплевродон - Macroplata - Mauisaurus - Мегалнеузавр - Microcleidus - Muraenosaurus - Nichollssaura - Peloneustes - Плезиоплевродон - Plesiosaurus - Plesiosaurus - Плиозавр - Полиптиходон - Полиптиходон - Ромалеозавр - Ромалеозавр - Seeleysaurus - Симолест - Styxosaurus - Thalassiodracon - Thalassomedon - Thililua - Trinacromerum - Umoonasaurus |
| Charitosaurus     |                  | - Aristonectes - Attenborosaurus - Augustasaurus - Bishanopliosaurus - Брахаухеніус - Cryptoclidus - Edgarosaurus - Elasmosaurus - Hydrorion - Kaiwhekea - Кронозавр - Кронозавр - Лептоклейд - Libonectes - Лиоплевродон - Macroplata - Mauisaurus - Мегалнеузавр - Microcleidus - Muraenosaurus - Nichollssaura - Peloneustes - Плезиоплевродон - Plesiosaurus - Plesiosaurus - Плиозавр - Полиптиходон - Полиптиходон - Ромалеозавр - Ромалеозавр - Seeleysaurus - Симолест - Styxosaurus - Thalassiodracon - Thalassomedon - Thililua - Trinacromerum - Umoonasaurus |
| Chinchenia        |                  | - Aristonectes - Attenborosaurus - Augustasaurus - Bishanopliosaurus - Брахаухеніус - Cryptoclidus - Edgarosaurus - Elasmosaurus - Hydrorion - Kaiwhekea - Кронозавр - Кронозавр - Лептоклейд - Libonectes - Лиоплевродон - Macroplata - Mauisaurus - Мегалнеузавр - Microcleidus - Muraenosaurus - Nichollssaura - Peloneustes - Плезиоплевродон - Plesiosaurus - Plesiosaurus - Плиозавр - Полиптиходон - Полиптиходон - Ромалеозавр - Ромалеозавр - Seeleysaurus - Симолест - Styxosaurus - Thalassiodracon - Thalassomedon - Thililua - Trinacromerum - Umoonasaurus |
| Cimoliasaurus     |                  | - Aristonectes - Attenborosaurus - Augustasaurus - Bishanopliosaurus - Брахаухеніус - Cryptoclidus - Edgarosaurus - Elasmosaurus - Hydrorion - Kaiwhekea - Кронозавр - Кронозавр - Лептоклейд - Libonectes - Лиоплевродон - Macroplata - Mauisaurus - Мегалнеузавр - Microcleidus - Muraenosaurus - Nichollssaura - Peloneustes - Плезиоплевродон - Plesiosaurus - Plesiosaurus - Плиозавр - Полиптиходон - Полиптиходон - Ромалеозавр - Ромалеозавр - Seeleysaurus - Симолест - Styxosaurus - Thalassiodracon - Thalassomedon - Thililua - Trinacromerum - Umoonasaurus |
| Colymbosaurus     |                  | - Aristonectes - Attenborosaurus - Augustasaurus - Bishanopliosaurus - Брахаухеніус - Cryptoclidus - Edgarosaurus - Elasmosaurus - Hydrorion - Kaiwhekea - Кронозавр - Кронозавр - Лептоклейд - Libonectes - Лиоплевродон - Macroplata - Mauisaurus - Мегалнеузавр - Microcleidus - Muraenosaurus - Nichollssaura - Peloneustes - Плезиоплевродон - Plesiosaurus - Plesiosaurus - Плиозавр - Полиптиходон - Полиптиходон - Ромалеозавр - Ромалеозавр - Seeleysaurus - Симолест - Styxosaurus - Thalassiodracon - Thalassomedon - Thililua - Trinacromerum - Umoonasaurus |
| Crymocetus        |                  | - Aristonectes - Attenborosaurus - Augustasaurus - Bishanopliosaurus - Брахаухеніус - Cryptoclidus - Edgarosaurus - Elasmosaurus - Hydrorion - Kaiwhekea - Кронозавр - Кронозавр - Лептоклейд - Libonectes - Лиоплевродон - Macroplata - Mauisaurus - Мегалнеузавр - Microcleidus - Muraenosaurus - Nichollssaura - Peloneustes - Плезиоплевродон - Plesiosaurus - Plesiosaurus - Плиозавр - Полиптиходон - Полиптиходон - Ромалеозавр - Ромалеозавр - Seeleysaurus - Симолест - Styxosaurus - Thalassiodracon - Thalassomedon - Thililua - Trinacromerum - Umoonasaurus |
| Cryptoclidus      |                  | - Aristonectes - Attenborosaurus - Augustasaurus - Bishanopliosaurus - Брахаухеніус - Cryptoclidus - Edgarosaurus - Elasmosaurus - Hydrorion - Kaiwhekea - Кронозавр - Кронозавр - Лептоклейд - Libonectes - Лиоплевродон - Macroplata - Mauisaurus - Мегалнеузавр - Microcleidus - Muraenosaurus - Nichollssaura - Peloneustes - Плезиоплевродон - Plesiosaurus - Plesiosaurus - Плиозавр - Полиптиходон - Полиптиходон - Ромалеозавр - Ромалеозавр - Seeleysaurus - Симолест - Styxosaurus - Thalassiodracon - Thalassomedon - Thililua - Trinacromerum - Umoonasaurus |
| Cymatosaurus      |                  | - Aristonectes - Attenborosaurus - Augustasaurus - Bishanopliosaurus - Брахаухеніус - Cryptoclidus - Edgarosaurus - Elasmosaurus - Hydrorion - Kaiwhekea - Кронозавр - Кронозавр - Лептоклейд - Libonectes - Лиоплевродон - Macroplata - Mauisaurus - Мегалнеузавр - Microcleidus - Muraenosaurus - Nichollssaura - Peloneustes - Плезиоплевродон - Plesiosaurus - Plesiosaurus - Плиозавр - Полиптиходон - Полиптиходон - Ромалеозавр - Ромалеозавр - Seeleysaurus - Симолест - Styxosaurus - Thalassiodracon - Thalassomedon - Thililua - Trinacromerum - Umoonasaurus |
| Dactylosaurus     |                  | - Aristonectes - Attenborosaurus - Augustasaurus - Bishanopliosaurus - Брахаухеніус - Cryptoclidus - Edgarosaurus - Elasmosaurus - Hydrorion - Kaiwhekea - Кронозавр - Кронозавр - Лептоклейд - Libonectes - Лиоплевродон - Macroplata - Mauisaurus - Мегалнеузавр - Microcleidus - Muraenosaurus - Nichollssaura - Peloneustes - Плезиоплевродон - Plesiosaurus - Plesiosaurus - Плиозавр - Полиптиходон - Полиптиходон - Ромалеозавр - Ромалеозавр - Seeleysaurus - Симолест - Styxosaurus - Thalassiodracon - Thalassomedon - Thililua - Trinacromerum - Umoonasaurus |
| Deirosaurus       |                  | - Aristonectes - Attenborosaurus - Augustasaurus - Bishanopliosaurus - Брахаухеніус - Cryptoclidus - Edgarosaurus - Elasmosaurus - Hydrorion - Kaiwhekea - Кронозавр - Кронозавр - Лептоклейд - Libonectes - Лиоплевродон - Macroplata - Mauisaurus - Мегалнеузавр - Microcleidus - Muraenosaurus - Nichollssaura - Peloneustes - Плезиоплевродон - Plesiosaurus - Plesiosaurus - Плиозавр - Полиптиходон - Полиптиходон - Ромалеозавр - Ромалеозавр - Seeleysaurus - Симолест - Styxosaurus - Thalassiodracon - Thalassomedon - Thililua - Trinacromerum - Umoonasaurus |
| Discosaurus       |                  | - Aristonectes - Attenborosaurus - Augustasaurus - Bishanopliosaurus - Брахаухеніус - Cryptoclidus - Edgarosaurus - Elasmosaurus - Hydrorion - Kaiwhekea - Кронозавр - Кронозавр - Лептоклейд - Libonectes - Лиоплевродон - Macroplata - Mauisaurus - Мегалнеузавр - Microcleidus - Muraenosaurus - Nichollssaura - Peloneustes - Плезиоплевродон - Plesiosaurus - Plesiosaurus - Плиозавр - Полиптиходон - Полиптиходон - Ромалеозавр - Ромалеозавр - Seeleysaurus - Симолест - Styxosaurus - Thalassiodracon - Thalassomedon - Thililua - Trinacromerum - Umoonasaurus |
| Dolichorhynchops  |                  | - Aristonectes - Attenborosaurus - Augustasaurus - Bishanopliosaurus - Брахаухеніус - Cryptoclidus - Edgarosaurus - Elasmosaurus - Hydrorion - Kaiwhekea - Кронозавр - Кронозавр - Лептоклейд - Libonectes - Лиоплевродон - Macroplata - Mauisaurus - Мегалнеузавр - Microcleidus - Muraenosaurus - Nichollssaura - Peloneustes - Плезиоплевродон - Plesiosaurus - Plesiosaurus - Плиозавр - Полиптиходон - Полиптиходон - Ромалеозавр - Ромалеозавр - Seeleysaurus - Симолест - Styxosaurus - Thalassiodracon - Thalassomedon - Thililua - Trinacromerum - Umoonasaurus |
| Dravidosaurus     |                  | - Aristonectes - Attenborosaurus - Augustasaurus - Bishanopliosaurus - Брахаухеніус - Cryptoclidus - Edgarosaurus - Elasmosaurus - Hydrorion - Kaiwhekea - Кронозавр - Кронозавр - Лептоклейд - Libonectes - Лиоплевродон - Macroplata - Mauisaurus - Мегалнеузавр - Microcleidus - Muraenosaurus - Nichollssaura - Peloneustes - Плезиоплевродон - Plesiosaurus - Plesiosaurus - Плиозавр - Полиптиходон - Полиптиходон - Ромалеозавр - Ромалеозавр - Seeleysaurus - Симолест - Styxosaurus - Thalassiodracon - Thalassomedon - Thililua - Trinacromerum - Umoonasaurus |
| Edgarosaurus      |                  | - Aristonectes - Attenborosaurus - Augustasaurus - Bishanopliosaurus - Брахаухеніус - Cryptoclidus - Edgarosaurus - Elasmosaurus - Hydrorion - Kaiwhekea - Кронозавр - Кронозавр - Лептоклейд - Libonectes - Лиоплевродон - Macroplata - Mauisaurus - Мегалнеузавр - Microcleidus - Muraenosaurus - Nichollssaura - Peloneustes - Плезиоплевродон - Plesiosaurus - Plesiosaurus - Плиозавр - Полиптиходон - Полиптиходон - Ромалеозавр - Ромалеозавр - Seeleysaurus - Симолест - Styxosaurus - Thalassiodracon - Thalassomedon - Thililua - Trinacromerum - Umoonasaurus |
| Elasmosaurus      |                  | - Aristonectes - Attenborosaurus - Augustasaurus - Bishanopliosaurus - Брахаухеніус - Cryptoclidus - Edgarosaurus - Elasmosaurus - Hydrorion - Kaiwhekea - Кронозавр - Кронозавр - Лептоклейд - Libonectes - Лиоплевродон - Macroplata - Mauisaurus - Мегалнеузавр - Microcleidus - Muraenosaurus - Nichollssaura - Peloneustes - Плезиоплевродон - Plesiosaurus - Plesiosaurus - Плиозавр - Полиптиходон - Полиптиходон - Ромалеозавр - Ромалеозавр - Seeleysaurus - Симолест - Styxosaurus - Thalassiodracon - Thalassomedon - Thililua - Trinacromerum - Umoonasaurus |
| Eopolycotylus     |                  | - Aristonectes - Attenborosaurus - Augustasaurus - Bishanopliosaurus - Брахаухеніус - Cryptoclidus - Edgarosaurus - Elasmosaurus - Hydrorion - Kaiwhekea - Кронозавр - Кронозавр - Лептоклейд - Libonectes - Лиоплевродон - Macroplata - Mauisaurus - Мегалнеузавр - Microcleidus - Muraenosaurus - Nichollssaura - Peloneustes - Плезиоплевродон - Plesiosaurus - Plesiosaurus - Плиозавр - Полиптиходон - Полиптиходон - Ромалеозавр - Ромалеозавр - Seeleysaurus - Симолест - Styxosaurus - Thalassiodracon - Thalassomedon - Thililua - Trinacromerum - Umoonasaurus |
| Eretmosaurus      |                  | - Aristonectes - Attenborosaurus - Augustasaurus - Bishanopliosaurus - Брахаухеніус - Cryptoclidus - Edgarosaurus - Elasmosaurus - Hydrorion - Kaiwhekea - Кронозавр - Кронозавр - Лептоклейд - Libonectes - Лиоплевродон - Macroplata - Mauisaurus - Мегалнеузавр - Microcleidus - Muraenosaurus - Nichollssaura - Peloneustes - Плезиоплевродон - Plesiosaurus - Plesiosaurus - Плиозавр - Полиптиходон - Полиптиходон - Ромалеозавр - Ромалеозавр - Seeleysaurus - Симолест - Styxosaurus - Thalassiodracon - Thalassomedon - Thililua - Trinacromerum - Umoonasaurus |
| Eridanosaurus     |                  | - Aristonectes - Attenborosaurus - Augustasaurus - Bishanopliosaurus - Брахаухеніус - Cryptoclidus - Edgarosaurus - Elasmosaurus - Hydrorion - Kaiwhekea - Кронозавр - Кронозавр - Лептоклейд - Libonectes - Лиоплевродон - Macroplata - Mauisaurus - Мегалнеузавр - Microcleidus - Muraenosaurus - Nichollssaura - Peloneustes - Плезиоплевродон - Plesiosaurus - Plesiosaurus - Плиозавр - Полиптиходон - Полиптиходон - Ромалеозавр - Ромалеозавр - Seeleysaurus - Симолест - Styxosaurus - Thalassiodracon - Thalassomedon - Thililua - Trinacromerum - Umoonasaurus |
| Eromangasaurus    |                  | - Aristonectes - Attenborosaurus - Augustasaurus - Bishanopliosaurus - Брахаухеніус - Cryptoclidus - Edgarosaurus - Elasmosaurus - Hydrorion - Kaiwhekea - Кронозавр - Кронозавр - Лептоклейд - Libonectes - Лиоплевродон - Macroplata - Mauisaurus - Мегалнеузавр - Microcleidus - Muraenosaurus - Nichollssaura - Peloneustes - Плезиоплевродон - Plesiosaurus - Plesiosaurus - Плиозавр - Полиптиходон - Полиптиходон - Ромалеозавр - Ромалеозавр - Seeleysaurus - Симолест - Styxosaurus - Thalassiodracon - Thalassomedon - Thililua - Trinacromerum - Umoonasaurus |
| Kronosaurus       | Кронозавр        | - Aristonectes - Attenborosaurus - Augustasaurus - Bishanopliosaurus - Брахаухеніус - Cryptoclidus - Edgarosaurus - Elasmosaurus - Hydrorion - Kaiwhekea - Кронозавр - Кронозавр - Лептоклейд - Libonectes - Лиоплевродон - Macroplata - Mauisaurus - Мегалнеузавр - Microcleidus - Muraenosaurus - Nichollssaura - Peloneustes - Плезиоплевродон - Plesiosaurus - Plesiosaurus - Плиозавр - Полиптиходон - Полиптиходон - Ромалеозавр - Ромалеозавр - Seeleysaurus - Симолест - Styxosaurus - Thalassiodracon - Thalassomedon - Thililua - Trinacromerum - Umoonasaurus |
| Eurycleidus       |                  | - Aristonectes - Attenborosaurus - Augustasaurus - Bishanopliosaurus - Брахаухеніус - Cryptoclidus - Edgarosaurus - Elasmosaurus - Hydrorion - Kaiwhekea - Кронозавр - Кронозавр - Лептоклейд - Libonectes - Лиоплевродон - Macroplata - Mauisaurus - Мегалнеузавр - Microcleidus - Muraenosaurus - Nichollssaura - Peloneustes - Плезиоплевродон - Plesiosaurus - Plesiosaurus - Плиозавр - Полиптиходон - Полиптиходон - Ромалеозавр - Ромалеозавр - Seeleysaurus - Симолест - Styxosaurus - Thalassiodracon - Thalassomedon - Thililua - Trinacromerum - Umoonasaurus |
| Eurysaurus        |                  | - Aristonectes - Attenborosaurus - Augustasaurus - Bishanopliosaurus - Брахаухеніус - Cryptoclidus - Edgarosaurus - Elasmosaurus - Hydrorion - Kaiwhekea - Кронозавр - Кронозавр - Лептоклейд - Libonectes - Лиоплевродон - Macroplata - Mauisaurus - Мегалнеузавр - Microcleidus - Muraenosaurus - Nichollssaura - Peloneustes - Плезиоплевродон - Plesiosaurus - Plesiosaurus - Плиозавр - Полиптиходон - Полиптиходон - Ромалеозавр - Ромалеозавр - Seeleysaurus - Симолест - Styxosaurus - Thalassiodracon - Thalassomedon - Thililua - Trinacromerum - Umoonasaurus |
| Fresnosaurus      |                  | - Aristonectes - Attenborosaurus - Augustasaurus - Bishanopliosaurus - Брахаухеніус - Cryptoclidus - Edgarosaurus - Elasmosaurus - Hydrorion - Kaiwhekea - Кронозавр - Кронозавр - Лептоклейд - Libonectes - Лиоплевродон - Macroplata - Mauisaurus - Мегалнеузавр - Microcleidus - Muraenosaurus - Nichollssaura - Peloneustes - Плезиоплевродон - Plesiosaurus - Plesiosaurus - Плиозавр - Полиптиходон - Полиптиходон - Ромалеозавр - Ромалеозавр - Seeleysaurus - Симолест - Styxosaurus - Thalassiodracon - Thalassomedon - Thililua - Trinacromerum - Umoonasaurus |
| Futabasaurus      |                  | - Aristonectes - Attenborosaurus - Augustasaurus - Bishanopliosaurus - Брахаухеніус - Cryptoclidus - Edgarosaurus - Elasmosaurus - Hydrorion - Kaiwhekea - Кронозавр - Кронозавр - Лептоклейд - Libonectes - Лиоплевродон - Macroplata - Mauisaurus - Мегалнеузавр - Microcleidus - Muraenosaurus - Nichollssaura - Peloneustes - Плезиоплевродон - Plesiosaurus - Plesiosaurus - Плиозавр - Полиптиходон - Полиптиходон - Ромалеозавр - Ромалеозавр - Seeleysaurus - Симолест - Styxosaurus - Thalassiodracon - Thalassomedon - Thililua - Trinacromerum - Umoonasaurus |
| Gallardosaurus    |                  | - Aristonectes - Attenborosaurus - Augustasaurus - Bishanopliosaurus - Брахаухеніус - Cryptoclidus - Edgarosaurus - Elasmosaurus - Hydrorion - Kaiwhekea - Кронозавр - Кронозавр - Лептоклейд - Libonectes - Лиоплевродон - Macroplata - Mauisaurus - Мегалнеузавр - Microcleidus - Muraenosaurus - Nichollssaura - Peloneustes - Плезиоплевродон - Plesiosaurus - Plesiosaurus - Плиозавр - Полиптиходон - Полиптиходон - Ромалеозавр - Ромалеозавр - Seeleysaurus - Симолест - Styxosaurus - Thalassiodracon - Thalassomedon - Thililua - Trinacromerum - Umoonasaurus |
| Georgiasaurus     |                  | - Aristonectes - Attenborosaurus - Augustasaurus - Bishanopliosaurus - Брахаухеніус - Cryptoclidus - Edgarosaurus - Elasmosaurus - Hydrorion - Kaiwhekea - Кронозавр - Кронозавр - Лептоклейд - Libonectes - Лиоплевродон - Macroplata - Mauisaurus - Мегалнеузавр - Microcleidus - Muraenosaurus - Nichollssaura - Peloneustes - Плезиоплевродон - Plesiosaurus - Plesiosaurus - Плиозавр - Полиптиходон - Полиптиходон - Ромалеозавр - Ромалеозавр - Seeleysaurus - Симолест - Styxosaurus - Thalassiodracon - Thalassomedon - Thililua - Trinacromerum - Umoonasaurus |
| Goniosaurus       |                  | - Aristonectes - Attenborosaurus - Augustasaurus - Bishanopliosaurus - Брахаухеніус - Cryptoclidus - Edgarosaurus - Elasmosaurus - Hydrorion - Kaiwhekea - Кронозавр - Кронозавр - Лептоклейд - Libonectes - Лиоплевродон - Macroplata - Mauisaurus - Мегалнеузавр - Microcleidus - Muraenosaurus - Nichollssaura - Peloneustes - Плезиоплевродон - Plesiosaurus - Plesiosaurus - Плиозавр - Полиптиходон - Полиптиходон - Ромалеозавр - Ромалеозавр - Seeleysaurus - Симолест - Styxosaurus - Thalassiodracon - Thalassomedon - Thililua - Trinacromerum - Umoonasaurus |
| Hauffiosaurus     |                  | - Aristonectes - Attenborosaurus - Augustasaurus - Bishanopliosaurus - Брахаухеніус - Cryptoclidus - Edgarosaurus - Elasmosaurus - Hydrorion - Kaiwhekea - Кронозавр - Кронозавр - Лептоклейд - Libonectes - Лиоплевродон - Macroplata - Mauisaurus - Мегалнеузавр - Microcleidus - Muraenosaurus - Nichollssaura - Peloneustes - Плезиоплевродон - Plesiosaurus - Plesiosaurus - Плиозавр - Полиптиходон - Полиптиходон - Ромалеозавр - Ромалеозавр - Seeleysaurus - Симолест - Styxosaurus - Thalassiodracon - Thalassomedon - Thililua - Trinacromerum - Umoonasaurus |
| Hexatarsostinus   |                  | - Aristonectes - Attenborosaurus - Augustasaurus - Bishanopliosaurus - Брахаухеніус - Cryptoclidus - Edgarosaurus - Elasmosaurus - Hydrorion - Kaiwhekea - Кронозавр - Кронозавр - Лептоклейд - Libonectes - Лиоплевродон - Macroplata - Mauisaurus - Мегалнеузавр - Microcleidus - Muraenosaurus - Nichollssaura - Peloneustes - Плезиоплевродон - Plesiosaurus - Plesiosaurus - Плиозавр - Полиптиходон - Полиптиходон - Ромалеозавр - Ромалеозавр - Seeleysaurus - Симолест - Styxosaurus - Thalassiodracon - Thalassomedon - Thililua - Trinacromerum - Umoonasaurus |
| Hydralmosaurus    |                  | - Aristonectes - Attenborosaurus - Augustasaurus - Bishanopliosaurus - Брахаухеніус - Cryptoclidus - Edgarosaurus - Elasmosaurus - Hydrorion - Kaiwhekea - Кронозавр - Кронозавр - Лептоклейд - Libonectes - Лиоплевродон - Macroplata - Mauisaurus - Мегалнеузавр - Microcleidus - Muraenosaurus - Nichollssaura - Peloneustes - Плезиоплевродон - Plesiosaurus - Plesiosaurus - Плиозавр - Полиптиходон - Полиптиходон - Ромалеозавр - Ромалеозавр - Seeleysaurus - Симолест - Styxosaurus - Thalassiodracon - Thalassomedon - Thililua - Trinacromerum - Umoonasaurus |
| Hydrorion         |                  | - Aristonectes - Attenborosaurus - Augustasaurus - Bishanopliosaurus - Брахаухеніус - Cryptoclidus - Edgarosaurus - Elasmosaurus - Hydrorion - Kaiwhekea - Кронозавр - Кронозавр - Лептоклейд - Libonectes - Лиоплевродон - Macroplata - Mauisaurus - Мегалнеузавр - Microcleidus - Muraenosaurus - Nichollssaura - Peloneustes - Плезиоплевродон - Plesiosaurus - Plesiosaurus - Плиозавр - Полиптиходон - Полиптиходон - Ромалеозавр - Ромалеозавр - Seeleysaurus - Симолест - Styxosaurus - Thalassiodracon - Thalassomedon - Thililua - Trinacromerum - Umoonasaurus |
| Hydrotherosaurus  |                  | - Aristonectes - Attenborosaurus - Augustasaurus - Bishanopliosaurus - Брахаухеніус - Cryptoclidus - Edgarosaurus - Elasmosaurus - Hydrorion - Kaiwhekea - Кронозавр - Кронозавр - Лептоклейд - Libonectes - Лиоплевродон - Macroplata - Mauisaurus - Мегалнеузавр - Microcleidus - Muraenosaurus - Nichollssaura - Peloneustes - Плезиоплевродон - Plesiosaurus - Plesiosaurus - Плиозавр - Полиптиходон - Полиптиходон - Ромалеозавр - Ромалеозавр - Seeleysaurus - Симолест - Styxosaurus - Thalassiodracon - Thalassomedon - Thililua - Trinacromerum - Umoonasaurus |
| Kaiwhekea         |                  | - Aristonectes - Attenborosaurus - Augustasaurus - Bishanopliosaurus - Брахаухеніус - Cryptoclidus - Edgarosaurus - Elasmosaurus - Hydrorion - Kaiwhekea - Кронозавр - Кронозавр - Лептоклейд - Libonectes - Лиоплевродон - Macroplata - Mauisaurus - Мегалнеузавр - Microcleidus - Muraenosaurus - Nichollssaura - Peloneustes - Плезиоплевродон - Plesiosaurus - Plesiosaurus - Плиозавр - Полиптиходон - Полиптиходон - Ромалеозавр - Ромалеозавр - Seeleysaurus - Симолест - Styxosaurus - Thalassiodracon - Thalassomedon - Thililua - Trinacromerum - Umoonasaurus |
| Kimmerosaurus     |                  | - Aristonectes - Attenborosaurus - Augustasaurus - Bishanopliosaurus - Брахаухеніус - Cryptoclidus - Edgarosaurus - Elasmosaurus - Hydrorion - Kaiwhekea - Кронозавр - Кронозавр - Лептоклейд - Libonectes - Лиоплевродон - Macroplata - Mauisaurus - Мегалнеузавр - Microcleidus - Muraenosaurus - Nichollssaura - Peloneustes - Плезиоплевродон - Plesiosaurus - Plesiosaurus - Плиозавр - Полиптиходон - Полиптиходон - Ромалеозавр - Ромалеозавр - Seeleysaurus - Симолест - Styxosaurus - Thalassiodracon - Thalassomedon - Thililua - Trinacromerum - Umoonasaurus |
| Leptocleidus      | Лептоклейд       | - Aristonectes - Attenborosaurus - Augustasaurus - Bishanopliosaurus - Брахаухеніус - Cryptoclidus - Edgarosaurus - Elasmosaurus - Hydrorion - Kaiwhekea - Кронозавр - Кронозавр - Лептоклейд - Libonectes - Лиоплевродон - Macroplata - Mauisaurus - Мегалнеузавр - Microcleidus - Muraenosaurus - Nichollssaura - Peloneustes - Плезиоплевродон - Plesiosaurus - Plesiosaurus - Плиозавр - Полиптиходон - Полиптиходон - Ромалеозавр - Ромалеозавр - Seeleysaurus - Симолест - Styxosaurus - Thalassiodracon - Thalassomedon - Thililua - Trinacromerum - Umoonasaurus |
| Leurospondylus    |                  | - Aristonectes - Attenborosaurus - Augustasaurus - Bishanopliosaurus - Брахаухеніус - Cryptoclidus - Edgarosaurus - Elasmosaurus - Hydrorion - Kaiwhekea - Кронозавр - Кронозавр - Лептоклейд - Libonectes - Лиоплевродон - Macroplata - Mauisaurus - Мегалнеузавр - Microcleidus - Muraenosaurus - Nichollssaura - Peloneustes - Плезиоплевродон - Plesiosaurus - Plesiosaurus - Плиозавр - Полиптиходон - Полиптиходон - Ромалеозавр - Ромалеозавр - Seeleysaurus - Симолест - Styxosaurus - Thalassiodracon - Thalassomedon - Thililua - Trinacromerum - Umoonasaurus |
| Libonectes        |                  | - Aristonectes - Attenborosaurus - Augustasaurus - Bishanopliosaurus - Брахаухеніус - Cryptoclidus - Edgarosaurus - Elasmosaurus - Hydrorion - Kaiwhekea - Кронозавр - Кронозавр - Лептоклейд - Libonectes - Лиоплевродон - Macroplata - Mauisaurus - Мегалнеузавр - Microcleidus - Muraenosaurus - Nichollssaura - Peloneustes - Плезиоплевродон - Plesiosaurus - Plesiosaurus - Плиозавр - Полиптиходон - Полиптиходон - Ромалеозавр - Ромалеозавр - Seeleysaurus - Симолест - Styxosaurus - Thalassiodracon - Thalassomedon - Thililua - Trinacromerum - Umoonasaurus |
| Liopleurodon      | Ліоплевродон     | - Aristonectes - Attenborosaurus - Augustasaurus - Bishanopliosaurus - Брахаухеніус - Cryptoclidus - Edgarosaurus - Elasmosaurus - Hydrorion - Kaiwhekea - Кронозавр - Кронозавр - Лептоклейд - Libonectes - Лиоплевродон - Macroplata - Mauisaurus - Мегалнеузавр - Microcleidus - Muraenosaurus - Nichollssaura - Peloneustes - Плезиоплевродон - Plesiosaurus - Plesiosaurus - Плиозавр - Полиптиходон - Полиптиходон - Ромалеозавр - Ромалеозавр - Seeleysaurus - Симолест - Styxosaurus - Thalassiodracon - Thalassomedon - Thililua - Trinacromerum - Umoonasaurus |
| Luetkesaurus      |                  | - Aristonectes - Attenborosaurus - Augustasaurus - Bishanopliosaurus - Брахаухеніус - Cryptoclidus - Edgarosaurus - Elasmosaurus - Hydrorion - Kaiwhekea - Кронозавр - Кронозавр - Лептоклейд - Libonectes - Лиоплевродон - Macroplata - Mauisaurus - Мегалнеузавр - Microcleidus - Muraenosaurus - Nichollssaura - Peloneustes - Плезиоплевродон - Plesiosaurus - Plesiosaurus - Плиозавр - Полиптиходон - Полиптиходон - Ромалеозавр - Ромалеозавр - Seeleysaurus - Симолест - Styxosaurus - Thalassiodracon - Thalassomedon - Thililua - Trinacromerum - Umoonasaurus |
| Macroplata        |                  | - Aristonectes - Attenborosaurus - Augustasaurus - Bishanopliosaurus - Брахаухеніус - Cryptoclidus - Edgarosaurus - Elasmosaurus - Hydrorion - Kaiwhekea - Кронозавр - Кронозавр - Лептоклейд - Libonectes - Лиоплевродон - Macroplata - Mauisaurus - Мегалнеузавр - Microcleidus - Muraenosaurus - Nichollssaura - Peloneustes - Плезиоплевродон - Plesiosaurus - Plesiosaurus - Плиозавр - Полиптиходон - Полиптиходон - Ромалеозавр - Ромалеозавр - Seeleysaurus - Симолест - Styxosaurus - Thalassiodracon - Thalassomedon - Thililua - Trinacromerum - Umoonasaurus |
| Manemergus        |                  | - Aristonectes - Attenborosaurus - Augustasaurus - Bishanopliosaurus - Брахаухеніус - Cryptoclidus - Edgarosaurus - Elasmosaurus - Hydrorion - Kaiwhekea - Кронозавр - Кронозавр - Лептоклейд - Libonectes - Лиоплевродон - Macroplata - Mauisaurus - Мегалнеузавр - Microcleidus - Muraenosaurus - Nichollssaura - Peloneustes - Плезиоплевродон - Plesiosaurus - Plesiosaurus - Плиозавр - Полиптиходон - Полиптиходон - Ромалеозавр - Ромалеозавр - Seeleysaurus - Симолест - Styxosaurus - Thalassiodracon - Thalassomedon - Thililua - Trinacromerum - Umoonasaurus |
| Maresaurus        |                  | - Aristonectes - Attenborosaurus - Augustasaurus - Bishanopliosaurus - Брахаухеніус - Cryptoclidus - Edgarosaurus - Elasmosaurus - Hydrorion - Kaiwhekea - Кронозавр - Кронозавр - Лептоклейд - Libonectes - Лиоплевродон - Macroplata - Mauisaurus - Мегалнеузавр - Microcleidus - Muraenosaurus - Nichollssaura - Peloneustes - Плезиоплевродон - Plesiosaurus - Plesiosaurus - Плиозавр - Полиптиходон - Полиптиходон - Ромалеозавр - Ромалеозавр - Seeleysaurus - Симолест - Styxosaurus - Thalassiodracon - Thalassomedon - Thililua - Trinacromerum - Umoonasaurus |
| Mauisaurus        |                  | - Aristonectes - Attenborosaurus - Augustasaurus - Bishanopliosaurus - Брахаухеніус - Cryptoclidus - Edgarosaurus - Elasmosaurus - Hydrorion - Kaiwhekea - Кронозавр - Кронозавр - Лептоклейд - Libonectes - Лиоплевродон - Macroplata - Mauisaurus - Мегалнеузавр - Microcleidus - Muraenosaurus - Nichollssaura - Peloneustes - Плезиоплевродон - Plesiosaurus - Plesiosaurus - Плиозавр - Полиптиходон - Полиптиходон - Ромалеозавр - Ромалеозавр - Seeleysaurus - Симолест - Styxosaurus - Thalassiodracon - Thalassomedon - Thililua - Trinacromerum - Umoonasaurus |
| Megalneusaurus    | Мегалнеузавр     | - Aristonectes - Attenborosaurus - Augustasaurus - Bishanopliosaurus - Брахаухеніус - Cryptoclidus - Edgarosaurus - Elasmosaurus - Hydrorion - Kaiwhekea - Кронозавр - Кронозавр - Лептоклейд - Libonectes - Лиоплевродон - Macroplata - Mauisaurus - Мегалнеузавр - Microcleidus - Muraenosaurus - Nichollssaura - Peloneustes - Плезиоплевродон - Plesiosaurus - Plesiosaurus - Плиозавр - Полиптиходон - Полиптиходон - Ромалеозавр - Ромалеозавр - Seeleysaurus - Симолест - Styxosaurus - Thalassiodracon - Thalassomedon - Thililua - Trinacromerum - Umoonasaurus |
| Microcleidus      |                  | - Aristonectes - Attenborosaurus - Augustasaurus - Bishanopliosaurus - Брахаухеніус - Cryptoclidus - Edgarosaurus - Elasmosaurus - Hydrorion - Kaiwhekea - Кронозавр - Кронозавр - Лептоклейд - Libonectes - Лиоплевродон - Macroplata - Mauisaurus - Мегалнеузавр - Microcleidus - Muraenosaurus - Nichollssaura - Peloneustes - Плезиоплевродон - Plesiosaurus - Plesiosaurus - Плиозавр - Полиптиходон - Полиптиходон - Ромалеозавр - Ромалеозавр - Seeleysaurus - Симолест - Styxosaurus - Thalassiodracon - Thalassomedon - Thililua - Trinacromerum - Umoonasaurus |
| Morenosaurus      |                  | - Aristonectes - Attenborosaurus - Augustasaurus - Bishanopliosaurus - Брахаухеніус - Cryptoclidus - Edgarosaurus - Elasmosaurus - Hydrorion - Kaiwhekea - Кронозавр - Кронозавр - Лептоклейд - Libonectes - Лиоплевродон - Macroplata - Mauisaurus - Мегалнеузавр - Microcleidus - Muraenosaurus - Nichollssaura - Peloneustes - Плезиоплевродон - Plesiosaurus - Plesiosaurus - Плиозавр - Полиптиходон - Полиптиходон - Ромалеозавр - Ромалеозавр - Seeleysaurus - Симолест - Styxosaurus - Thalassiodracon - Thalassomedon - Thililua - Trinacromerum - Umoonasaurus |
| Muraenosaurus     |                  | - Aristonectes - Attenborosaurus - Augustasaurus - Bishanopliosaurus - Брахаухеніус - Cryptoclidus - Edgarosaurus - Elasmosaurus - Hydrorion - Kaiwhekea - Кронозавр - Кронозавр - Лептоклейд - Libonectes - Лиоплевродон - Macroplata - Mauisaurus - Мегалнеузавр - Microcleidus - Muraenosaurus - Nichollssaura - Peloneustes - Плезиоплевродон - Plesiosaurus - Plesiosaurus - Плиозавр - Полиптиходон - Полиптиходон - Ромалеозавр - Ромалеозавр - Seeleysaurus - Симолест - Styxosaurus - Thalassiodracon - Thalassomedon - Thililua - Trinacromerum - Umoonasaurus |
| Nichollssaura     |                  | - Aristonectes - Attenborosaurus - Augustasaurus - Bishanopliosaurus - Брахаухеніус - Cryptoclidus - Edgarosaurus - Elasmosaurus - Hydrorion - Kaiwhekea - Кронозавр - Кронозавр - Лептоклейд - Libonectes - Лиоплевродон - Macroplata - Mauisaurus - Мегалнеузавр - Microcleidus - Muraenosaurus - Nichollssaura - Peloneustes - Плезиоплевродон - Plesiosaurus - Plesiosaurus - Плиозавр - Полиптиходон - Полиптиходон - Ромалеозавр - Ромалеозавр - Seeleysaurus - Симолест - Styxosaurus - Thalassiodracon - Thalassomedon - Thililua - Trinacromerum - Umoonasaurus |
| Occitanosaurus    |                  | - Aristonectes - Attenborosaurus - Augustasaurus - Bishanopliosaurus - Брахаухеніус - Cryptoclidus - Edgarosaurus - Elasmosaurus - Hydrorion - Kaiwhekea - Кронозавр - Кронозавр - Лептоклейд - Libonectes - Лиоплевродон - Macroplata - Mauisaurus - Мегалнеузавр - Microcleidus - Muraenosaurus - Nichollssaura - Peloneustes - Плезиоплевродон - Plesiosaurus - Plesiosaurus - Плиозавр - Полиптиходон - Полиптиходон - Ромалеозавр - Ромалеозавр - Seeleysaurus - Симолест - Styxosaurus - Thalassiodracon - Thalassomedon - Thililua - Trinacromerum - Umoonasaurus |
| Ogmodirus         |                  | - Aristonectes - Attenborosaurus - Augustasaurus - Bishanopliosaurus - Брахаухеніус - Cryptoclidus - Edgarosaurus - Elasmosaurus - Hydrorion - Kaiwhekea - Кронозавр - Кронозавр - Лептоклейд - Libonectes - Лиоплевродон - Macroplata - Mauisaurus - Мегалнеузавр - Microcleidus - Muraenosaurus - Nichollssaura - Peloneustes - Плезиоплевродон - Plesiosaurus - Plesiosaurus - Плиозавр - Полиптиходон - Полиптиходон - Ромалеозавр - Ромалеозавр - Seeleysaurus - Симолест - Styxosaurus - Thalassiodracon - Thalassomedon - Thililua - Trinacromerum - Umoonasaurus |
| Orophosaurus      |                  | - Aristonectes - Attenborosaurus - Augustasaurus - Bishanopliosaurus - Брахаухеніус - Cryptoclidus - Edgarosaurus - Elasmosaurus - Hydrorion - Kaiwhekea - Кронозавр - Кронозавр - Лептоклейд - Libonectes - Лиоплевродон - Macroplata - Mauisaurus - Мегалнеузавр - Microcleidus - Muraenosaurus - Nichollssaura - Peloneustes - Плезиоплевродон - Plesiosaurus - Plesiosaurus - Плиозавр - Полиптиходон - Полиптиходон - Ромалеозавр - Ромалеозавр - Seeleysaurus - Симолест - Styxosaurus - Thalassiodracon - Thalassomedon - Thililua - Trinacromerum - Umoonasaurus |
| Opallionectes     |                  | - Aristonectes - Attenborosaurus - Augustasaurus - Bishanopliosaurus - Брахаухеніус - Cryptoclidus - Edgarosaurus - Elasmosaurus - Hydrorion - Kaiwhekea - Кронозавр - Кронозавр - Лептоклейд - Libonectes - Лиоплевродон - Macroplata - Mauisaurus - Мегалнеузавр - Microcleidus - Muraenosaurus - Nichollssaura - Peloneustes - Плезиоплевродон - Plesiosaurus - Plesiosaurus - Плиозавр - Полиптиходон - Полиптиходон - Ромалеозавр - Ромалеозавр - Seeleysaurus - Симолест - Styxosaurus - Thalassiodracon - Thalassomedon - Thililua - Trinacromerum - Umoonasaurus |
| Pachycostasaurus  |                  | - Aristonectes - Attenborosaurus - Augustasaurus - Bishanopliosaurus - Брахаухеніус - Cryptoclidus - Edgarosaurus - Elasmosaurus - Hydrorion - Kaiwhekea - Кронозавр - Кронозавр - Лептоклейд - Libonectes - Лиоплевродон - Macroplata - Mauisaurus - Мегалнеузавр - Microcleidus - Muraenosaurus - Nichollssaura - Peloneustes - Плезиоплевродон - Plesiosaurus - Plesiosaurus - Плиозавр - Полиптиходон - Полиптиходон - Ромалеозавр - Ромалеозавр - Seeleysaurus - Симолест - Styxosaurus - Thalassiodracon - Thalassomedon - Thililua - Trinacromerum - Umoonasaurus |
| Pahasapasaurus    |                  | - Aristonectes - Attenborosaurus - Augustasaurus - Bishanopliosaurus - Брахаухеніус - Cryptoclidus - Edgarosaurus - Elasmosaurus - Hydrorion - Kaiwhekea - Кронозавр - Кронозавр - Лептоклейд - Libonectes - Лиоплевродон - Macroplata - Mauisaurus - Мегалнеузавр - Microcleidus - Muraenosaurus - Nichollssaura - Peloneustes - Плезиоплевродон - Plesiosaurus - Plesiosaurus - Плиозавр - Полиптиходон - Полиптиходон - Ромалеозавр - Ромалеозавр - Seeleysaurus - Симолест - Styxosaurus - Thalassiodracon - Thalassomedon - Thililua - Trinacromerum - Umoonasaurus |
| Palmula           |                  | - Aristonectes - Attenborosaurus - Augustasaurus - Bishanopliosaurus - Брахаухеніус - Cryptoclidus - Edgarosaurus - Elasmosaurus - Hydrorion - Kaiwhekea - Кронозавр - Кронозавр - Лептоклейд - Libonectes - Лиоплевродон - Macroplata - Mauisaurus - Мегалнеузавр - Microcleidus - Muraenosaurus - Nichollssaura - Peloneustes - Плезиоплевродон - Plesiosaurus - Plesiosaurus - Плиозавр - Полиптиходон - Полиптиходон - Ромалеозавр - Ромалеозавр - Seeleysaurus - Симолест - Styxosaurus - Thalassiodracon - Thalassomedon - Thililua - Trinacromerum - Umoonasaurus |
| Palmulasaurus     |                  | - Aristonectes - Attenborosaurus - Augustasaurus - Bishanopliosaurus - Брахаухеніус - Cryptoclidus - Edgarosaurus - Elasmosaurus - Hydrorion - Kaiwhekea - Кронозавр - Кронозавр - Лептоклейд - Libonectes - Лиоплевродон - Macroplata - Mauisaurus - Мегалнеузавр - Microcleidus - Muraenosaurus - Nichollssaura - Peloneustes - Плезиоплевродон - Plesiosaurus - Plesiosaurus - Плиозавр - Полиптиходон - Полиптиходон - Ромалеозавр - Ромалеозавр - Seeleysaurus - Симолест - Styxosaurus - Thalassiodracon - Thalassomedon - Thililua - Trinacromerum - Umoonasaurus |
| Pantosaurus       |                  | - Aristonectes - Attenborosaurus - Augustasaurus - Bishanopliosaurus - Брахаухеніус - Cryptoclidus - Edgarosaurus - Elasmosaurus - Hydrorion - Kaiwhekea - Кронозавр - Кронозавр - Лептоклейд - Libonectes - Лиоплевродон - Macroplata - Mauisaurus - Мегалнеузавр - Microcleidus - Muraenosaurus - Nichollssaura - Peloneustes - Плезиоплевродон - Plesiosaurus - Plesiosaurus - Плиозавр - Полиптиходон - Полиптиходон - Ромалеозавр - Ромалеозавр - Seeleysaurus - Симолест - Styxosaurus - Thalassiodracon - Thalassomedon - Thililua - Trinacromerum - Umoonasaurus |
| Peloneustes       |                  | - Aristonectes - Attenborosaurus - Augustasaurus - Bishanopliosaurus - Брахаухеніус - Cryptoclidus - Edgarosaurus - Elasmosaurus - Hydrorion - Kaiwhekea - Кронозавр - Кронозавр - Лептоклейд - Libonectes - Лиоплевродон - Macroplata - Mauisaurus - Мегалнеузавр - Microcleidus - Muraenosaurus - Nichollssaura - Peloneustes - Плезиоплевродон - Plesiosaurus - Plesiosaurus - Плиозавр - Полиптиходон - Полиптиходон - Ромалеозавр - Ромалеозавр - Seeleysaurus - Симолест - Styxosaurus - Thalassiodracon - Thalassomedon - Thililua - Trinacromerum - Umoonasaurus |
| Piptomerus        |                  | - Aristonectes - Attenborosaurus - Augustasaurus - Bishanopliosaurus - Брахаухеніус - Cryptoclidus - Edgarosaurus - Elasmosaurus - Hydrorion - Kaiwhekea - Кронозавр - Кронозавр - Лептоклейд - Libonectes - Лиоплевродон - Macroplata - Mauisaurus - Мегалнеузавр - Microcleidus - Muraenosaurus - Nichollssaura - Peloneustes - Плезиоплевродон - Plesiosaurus - Plesiosaurus - Плиозавр - Полиптиходон - Полиптиходон - Ромалеозавр - Ромалеозавр - Seeleysaurus - Симолест - Styxosaurus - Thalassiodracon - Thalassomedon - Thililua - Trinacromerum - Umoonasaurus |
| Piratosaurus      |                  | - Aristonectes - Attenborosaurus - Augustasaurus - Bishanopliosaurus - Брахаухеніус - Cryptoclidus - Edgarosaurus - Elasmosaurus - Hydrorion - Kaiwhekea - Кронозавр - Кронозавр - Лептоклейд - Libonectes - Лиоплевродон - Macroplata - Mauisaurus - Мегалнеузавр - Microcleidus - Muraenosaurus - Nichollssaura - Peloneustes - Плезиоплевродон - Plesiosaurus - Plesiosaurus - Плиозавр - Полиптиходон - Полиптиходон - Ромалеозавр - Ромалеозавр - Seeleysaurus - Симолест - Styxosaurus - Thalassiodracon - Thalassomedon - Thililua - Trinacromerum - Umoonasaurus |
| Plesiopleurodon   | Плезиоплевродон  | - Aristonectes - Attenborosaurus - Augustasaurus - Bishanopliosaurus - Брахаухеніус - Cryptoclidus - Edgarosaurus - Elasmosaurus - Hydrorion - Kaiwhekea - Кронозавр - Кронозавр - Лептоклейд - Libonectes - Лиоплевродон - Macroplata - Mauisaurus - Мегалнеузавр - Microcleidus - Muraenosaurus - Nichollssaura - Peloneustes - Плезиоплевродон - Plesiosaurus - Plesiosaurus - Плиозавр - Полиптиходон - Полиптиходон - Ромалеозавр - Ромалеозавр - Seeleysaurus - Симолест - Styxosaurus - Thalassiodracon - Thalassomedon - Thililua - Trinacromerum - Umoonasaurus |
| Plesiopterys      |                  | - Aristonectes - Attenborosaurus - Augustasaurus - Bishanopliosaurus - Брахаухеніус - Cryptoclidus - Edgarosaurus - Elasmosaurus - Hydrorion - Kaiwhekea - Кронозавр - Кронозавр - Лептоклейд - Libonectes - Лиоплевродон - Macroplata - Mauisaurus - Мегалнеузавр - Microcleidus - Muraenosaurus - Nichollssaura - Peloneustes - Плезиоплевродон - Plesiosaurus - Plesiosaurus - Плиозавр - Полиптиходон - Полиптиходон - Ромалеозавр - Ромалеозавр - Seeleysaurus - Симолест - Styxosaurus - Thalassiodracon - Thalassomedon - Thililua - Trinacromerum - Umoonasaurus |
| Plesiosaurus      |                  | - Aristonectes - Attenborosaurus - Augustasaurus - Bishanopliosaurus - Брахаухеніус - Cryptoclidus - Edgarosaurus - Elasmosaurus - Hydrorion - Kaiwhekea - Кронозавр - Кронозавр - Лептоклейд - Libonectes - Лиоплевродон - Macroplata - Mauisaurus - Мегалнеузавр - Microcleidus - Muraenosaurus - Nichollssaura - Peloneustes - Плезиоплевродон - Plesiosaurus - Plesiosaurus - Плиозавр - Полиптиходон - Полиптиходон - Ромалеозавр - Ромалеозавр - Seeleysaurus - Симолест - Styxosaurus - Thalassiodracon - Thalassomedon - Thililua - Trinacromerum - Umoonasaurus |
| Pliosaur          | Плиозавр         | - Aristonectes - Attenborosaurus - Augustasaurus - Bishanopliosaurus - Брахаухеніус - Cryptoclidus - Edgarosaurus - Elasmosaurus - Hydrorion - Kaiwhekea - Кронозавр - Кронозавр - Лептоклейд - Libonectes - Лиоплевродон - Macroplata - Mauisaurus - Мегалнеузавр - Microcleidus - Muraenosaurus - Nichollssaura - Peloneustes - Плезиоплевродон - Plesiosaurus - Plesiosaurus - Плиозавр - Полиптиходон - Полиптиходон - Ромалеозавр - Ромалеозавр - Seeleysaurus - Симолест - Styxosaurus - Thalassiodracon - Thalassomedon - Thililua - Trinacromerum - Umoonasaurus |
| Polycotylus       |                  | - Aristonectes - Attenborosaurus - Augustasaurus - Bishanopliosaurus - Брахаухеніус - Cryptoclidus - Edgarosaurus - Elasmosaurus - Hydrorion - Kaiwhekea - Кронозавр - Кронозавр - Лептоклейд - Libonectes - Лиоплевродон - Macroplata - Mauisaurus - Мегалнеузавр - Microcleidus - Muraenosaurus - Nichollssaura - Peloneustes - Плезиоплевродон - Plesiosaurus - Plesiosaurus - Плиозавр - Полиптиходон - Полиптиходон - Ромалеозавр - Ромалеозавр - Seeleysaurus - Симолест - Styxosaurus - Thalassiodracon - Thalassomedon - Thililua - Trinacromerum - Umoonasaurus |
| Polyptychodon     | Поліптіходон     | - Aristonectes - Attenborosaurus - Augustasaurus - Bishanopliosaurus - Брахаухеніус - Cryptoclidus - Edgarosaurus - Elasmosaurus - Hydrorion - Kaiwhekea - Кронозавр - Кронозавр - Лептоклейд - Libonectes - Лиоплевродон - Macroplata - Mauisaurus - Мегалнеузавр - Microcleidus - Muraenosaurus - Nichollssaura - Peloneustes - Плезиоплевродон - Plesiosaurus - Plesiosaurus - Плиозавр - Полиптиходон - Полиптиходон - Ромалеозавр - Ромалеозавр - Seeleysaurus - Симолест - Styxosaurus - Thalassiodracon - Thalassomedon - Thililua - Trinacromerum - Umoonasaurus |
| Predator X        |                  | - Aristonectes - Attenborosaurus - Augustasaurus - Bishanopliosaurus - Брахаухеніус - Cryptoclidus - Edgarosaurus - Elasmosaurus - Hydrorion - Kaiwhekea - Кронозавр - Кронозавр - Лептоклейд - Libonectes - Лиоплевродон - Macroplata - Mauisaurus - Мегалнеузавр - Microcleidus - Muraenosaurus - Nichollssaura - Peloneustes - Плезиоплевродон - Plesiosaurus - Plesiosaurus - Плиозавр - Полиптиходон - Полиптиходон - Ромалеозавр - Ромалеозавр - Seeleysaurus - Симолест - Styxosaurus - Thalassiodracon - Thalassomedon - Thililua - Trinacromerum - Umoonasaurus |
| Procotylus        |                  | - Aristonectes - Attenborosaurus - Augustasaurus - Bishanopliosaurus - Брахаухеніус - Cryptoclidus - Edgarosaurus - Elasmosaurus - Hydrorion - Kaiwhekea - Кронозавр - Кронозавр - Лептоклейд - Libonectes - Лиоплевродон - Macroplata - Mauisaurus - Мегалнеузавр - Microcleidus - Muraenosaurus - Nichollssaura - Peloneustes - Плезиоплевродон - Plesiosaurus - Plesiosaurus - Плиозавр - Полиптиходон - Полиптиходон - Ромалеозавр - Ромалеозавр - Seeleysaurus - Симолест - Styxosaurus - Thalassiodracon - Thalassomedon - Thililua - Trinacromerum - Umoonasaurus |
| Rhomaleosaurus    | Ромалеозавр      | - Aristonectes - Attenborosaurus - Augustasaurus - Bishanopliosaurus - Брахаухеніус - Cryptoclidus - Edgarosaurus - Elasmosaurus - Hydrorion - Kaiwhekea - Кронозавр - Кронозавр - Лептоклейд - Libonectes - Лиоплевродон - Macroplata - Mauisaurus - Мегалнеузавр - Microcleidus - Muraenosaurus - Nichollssaura - Peloneustes - Плезиоплевродон - Plesiosaurus - Plesiosaurus - Плиозавр - Полиптиходон - Полиптиходон - Ромалеозавр - Ромалеозавр - Seeleysaurus - Симолест - Styxosaurus - Thalassiodracon - Thalassomedon - Thililua - Trinacromerum - Umoonasaurus |
| Scanisaurus       |                  | - Aristonectes - Attenborosaurus - Augustasaurus - Bishanopliosaurus - Брахаухеніус - Cryptoclidus - Edgarosaurus - Elasmosaurus - Hydrorion - Kaiwhekea - Кронозавр - Кронозавр - Лептоклейд - Libonectes - Лиоплевродон - Macroplata - Mauisaurus - Мегалнеузавр - Microcleidus - Muraenosaurus - Nichollssaura - Peloneustes - Плезиоплевродон - Plesiosaurus - Plesiosaurus - Плиозавр - Полиптиходон - Полиптиходон - Ромалеозавр - Ромалеозавр - Seeleysaurus - Симолест - Styxosaurus - Thalassiodracon - Thalassomedon - Thililua - Trinacromerum - Umoonasaurus |
| Seeleysaurus      |                  | - Aristonectes - Attenborosaurus - Augustasaurus - Bishanopliosaurus - Брахаухеніус - Cryptoclidus - Edgarosaurus - Elasmosaurus - Hydrorion - Kaiwhekea - Кронозавр - Кронозавр - Лептоклейд - Libonectes - Лиоплевродон - Macroplata - Mauisaurus - Мегалнеузавр - Microcleidus - Muraenosaurus - Nichollssaura - Peloneustes - Плезиоплевродон - Plesiosaurus - Plesiosaurus - Плиозавр - Полиптиходон - Полиптиходон - Ромалеозавр - Ромалеозавр - Seeleysaurus - Симолест - Styxosaurus - Thalassiodracon - Thalassomedon - Thililua - Trinacromerum - Umoonasaurus |
| Simolestes        | Сімолест         | - Aristonectes - Attenborosaurus - Augustasaurus - Bishanopliosaurus - Брахаухеніус - Cryptoclidus - Edgarosaurus - Elasmosaurus - Hydrorion - Kaiwhekea - Кронозавр - Кронозавр - Лептоклейд - Libonectes - Лиоплевродон - Macroplata - Mauisaurus - Мегалнеузавр - Microcleidus - Muraenosaurus - Nichollssaura - Peloneustes - Плезиоплевродон - Plesiosaurus - Plesiosaurus - Плиозавр - Полиптиходон - Полиптиходон - Ромалеозавр - Ромалеозавр - Seeleysaurus - Симолест - Styxosaurus - Thalassiodracon - Thalassomedon - Thililua - Trinacromerum - Umoonasaurus |
| Sinopliosaurus    |                  | - Aristonectes - Attenborosaurus - Augustasaurus - Bishanopliosaurus - Брахаухеніус - Cryptoclidus - Edgarosaurus - Elasmosaurus - Hydrorion - Kaiwhekea - Кронозавр - Кронозавр - Лептоклейд - Libonectes - Лиоплевродон - Macroplata - Mauisaurus - Мегалнеузавр - Microcleidus - Muraenosaurus - Nichollssaura - Peloneustes - Плезиоплевродон - Plesiosaurus - Plesiosaurus - Плиозавр - Полиптиходон - Полиптиходон - Ромалеозавр - Ромалеозавр - Seeleysaurus - Симолест - Styxosaurus - Thalassiodracon - Thalassomedon - Thililua - Trinacromerum - Umoonasaurus |
| Sulcusuchus       |                  | - Aristonectes - Attenborosaurus - Augustasaurus - Bishanopliosaurus - Брахаухеніус - Cryptoclidus - Edgarosaurus - Elasmosaurus - Hydrorion - Kaiwhekea - Кронозавр - Кронозавр - Лептоклейд - Libonectes - Лиоплевродон - Macroplata - Mauisaurus - Мегалнеузавр - Microcleidus - Muraenosaurus - Nichollssaura - Peloneustes - Плезиоплевродон - Plesiosaurus - Plesiosaurus - Плиозавр - Полиптиходон - Полиптиходон - Ромалеозавр - Ромалеозавр - Seeleysaurus - Симолест - Styxosaurus - Thalassiodracon - Thalassomedon - Thililua - Trinacromerum - Umoonasaurus |
| Stereosaurus      |                  | - Aristonectes - Attenborosaurus - Augustasaurus - Bishanopliosaurus - Брахаухеніус - Cryptoclidus - Edgarosaurus - Elasmosaurus - Hydrorion - Kaiwhekea - Кронозавр - Кронозавр - Лептоклейд - Libonectes - Лиоплевродон - Macroplata - Mauisaurus - Мегалнеузавр - Microcleidus - Muraenosaurus - Nichollssaura - Peloneustes - Плезиоплевродон - Plesiosaurus - Plesiosaurus - Плиозавр - Полиптиходон - Полиптиходон - Ромалеозавр - Ромалеозавр - Seeleysaurus - Симолест - Styxosaurus - Thalassiodracon - Thalassomedon - Thililua - Trinacromerum - Umoonasaurus |
| Sthenarosaurus    |                  | - Aristonectes - Attenborosaurus - Augustasaurus - Bishanopliosaurus - Брахаухеніус - Cryptoclidus - Edgarosaurus - Elasmosaurus - Hydrorion - Kaiwhekea - Кронозавр - Кронозавр - Лептоклейд - Libonectes - Лиоплевродон - Macroplata - Mauisaurus - Мегалнеузавр - Microcleidus - Muraenosaurus - Nichollssaura - Peloneustes - Плезиоплевродон - Plesiosaurus - Plesiosaurus - Плиозавр - Полиптиходон - Полиптиходон - Ромалеозавр - Ромалеозавр - Seeleysaurus - Симолест - Styxosaurus - Thalassiodracon - Thalassomedon - Thililua - Trinacromerum - Umoonasaurus |
| Styxosaurus       |                  | - Aristonectes - Attenborosaurus - Augustasaurus - Bishanopliosaurus - Брахаухеніус - Cryptoclidus - Edgarosaurus - Elasmosaurus - Hydrorion - Kaiwhekea - Кронозавр - Кронозавр - Лептоклейд - Libonectes - Лиоплевродон - Macroplata - Mauisaurus - Мегалнеузавр - Microcleidus - Muraenosaurus - Nichollssaura - Peloneustes - Плезиоплевродон - Plesiosaurus - Plesiosaurus - Плиозавр - Полиптиходон - Полиптиходон - Ромалеозавр - Ромалеозавр - Seeleysaurus - Симолест - Styxosaurus - Thalassiodracon - Thalassomedon - Thililua - Trinacromerum - Umoonasaurus |
| Taphrosaurus      |                  | - Aristonectes - Attenborosaurus - Augustasaurus - Bishanopliosaurus - Брахаухеніус - Cryptoclidus - Edgarosaurus - Elasmosaurus - Hydrorion - Kaiwhekea - Кронозавр - Кронозавр - Лептоклейд - Libonectes - Лиоплевродон - Macroplata - Mauisaurus - Мегалнеузавр - Microcleidus - Muraenosaurus - Nichollssaura - Peloneustes - Плезиоплевродон - Plesiosaurus - Plesiosaurus - Плиозавр - Полиптиходон - Полиптиходон - Ромалеозавр - Ромалеозавр - Seeleysaurus - Симолест - Styxosaurus - Thalassiodracon - Thalassomedon - Thililua - Trinacromerum - Umoonasaurus |
| Tapinosaurus      |                  | - Aristonectes - Attenborosaurus - Augustasaurus - Bishanopliosaurus - Брахаухеніус - Cryptoclidus - Edgarosaurus - Elasmosaurus - Hydrorion - Kaiwhekea - Кронозавр - Кронозавр - Лептоклейд - Libonectes - Лиоплевродон - Macroplata - Mauisaurus - Мегалнеузавр - Microcleidus - Muraenosaurus - Nichollssaura - Peloneustes - Плезиоплевродон - Plesiosaurus - Plesiosaurus - Плиозавр - Полиптиходон - Полиптиходон - Ромалеозавр - Ромалеозавр - Seeleysaurus - Симолест - Styxosaurus - Thalassiodracon - Thalassomedon - Thililua - Trinacromerum - Umoonasaurus |
| Tatenectes        |                  | - Aristonectes - Attenborosaurus - Augustasaurus - Bishanopliosaurus - Брахаухеніус - Cryptoclidus - Edgarosaurus - Elasmosaurus - Hydrorion - Kaiwhekea - Кронозавр - Кронозавр - Лептоклейд - Libonectes - Лиоплевродон - Macroplata - Mauisaurus - Мегалнеузавр - Microcleidus - Muraenosaurus - Nichollssaura - Peloneustes - Плезиоплевродон - Plesiosaurus - Plesiosaurus - Плиозавр - Полиптиходон - Полиптиходон - Ромалеозавр - Ромалеозавр - Seeleysaurus - Симолест - Styxosaurus - Thalassiodracon - Thalassomedon - Thililua - Trinacromerum - Umoonasaurus |
| Terminonatator    |                  | - Aristonectes - Attenborosaurus - Augustasaurus - Bishanopliosaurus - Брахаухеніус - Cryptoclidus - Edgarosaurus - Elasmosaurus - Hydrorion - Kaiwhekea - Кронозавр - Кронозавр - Лептоклейд - Libonectes - Лиоплевродон - Macroplata - Mauisaurus - Мегалнеузавр - Microcleidus - Muraenosaurus - Nichollssaura - Peloneustes - Плезиоплевродон - Plesiosaurus - Plesiosaurus - Плиозавр - Полиптиходон - Полиптиходон - Ромалеозавр - Ромалеозавр - Seeleysaurus - Симолест - Styxosaurus - Thalassiodracon - Thalassomedon - Thililua - Trinacromerum - Umoonasaurus |
| Thalassiodracon   |                  | - Aristonectes - Attenborosaurus - Augustasaurus - Bishanopliosaurus - Брахаухеніус - Cryptoclidus - Edgarosaurus - Elasmosaurus - Hydrorion - Kaiwhekea - Кронозавр - Кронозавр - Лептоклейд - Libonectes - Лиоплевродон - Macroplata - Mauisaurus - Мегалнеузавр - Microcleidus - Muraenosaurus - Nichollssaura - Peloneustes - Плезиоплевродон - Plesiosaurus - Plesiosaurus - Плиозавр - Полиптиходон - Полиптиходон - Ромалеозавр - Ромалеозавр - Seeleysaurus - Симолест - Styxosaurus - Thalassiodracon - Thalassomedon - Thililua - Trinacromerum - Umoonasaurus |
| Thalassomedon     |                  | - Aristonectes - Attenborosaurus - Augustasaurus - Bishanopliosaurus - Брахаухеніус - Cryptoclidus - Edgarosaurus - Elasmosaurus - Hydrorion - Kaiwhekea - Кронозавр - Кронозавр - Лептоклейд - Libonectes - Лиоплевродон - Macroplata - Mauisaurus - Мегалнеузавр - Microcleidus - Muraenosaurus - Nichollssaura - Peloneustes - Плезиоплевродон - Plesiosaurus - Plesiosaurus - Плиозавр - Полиптиходон - Полиптиходон - Ромалеозавр - Ромалеозавр - Seeleysaurus - Симолест - Styxosaurus - Thalassiodracon - Thalassomedon - Thililua - Trinacromerum - Umoonasaurus |
| Thaumatosaurus    |                  | - Aristonectes - Attenborosaurus - Augustasaurus - Bishanopliosaurus - Брахаухеніус - Cryptoclidus - Edgarosaurus - Elasmosaurus - Hydrorion - Kaiwhekea - Кронозавр - Кронозавр - Лептоклейд - Libonectes - Лиоплевродон - Macroplata - Mauisaurus - Мегалнеузавр - Microcleidus - Muraenosaurus - Nichollssaura - Peloneustes - Плезиоплевродон - Plesiosaurus - Plesiosaurus - Плиозавр - Полиптиходон - Полиптиходон - Ромалеозавр - Ромалеозавр - Seeleysaurus - Симолест - Styxosaurus - Thalassiodracon - Thalassomedon - Thililua - Trinacromerum - Umoonasaurus |
| Thililua          |                  | - Aristonectes - Attenborosaurus - Augustasaurus - Bishanopliosaurus - Брахаухеніус - Cryptoclidus - Edgarosaurus - Elasmosaurus - Hydrorion - Kaiwhekea - Кронозавр - Кронозавр - Лептоклейд - Libonectes - Лиоплевродон - Macroplata - Mauisaurus - Мегалнеузавр - Microcleidus - Muraenosaurus - Nichollssaura - Peloneustes - Плезиоплевродон - Plesiosaurus - Plesiosaurus - Плиозавр - Полиптиходон - Полиптиходон - Ромалеозавр - Ромалеозавр - Seeleysaurus - Симолест - Styxosaurus - Thalassiodracon - Thalassomedon - Thililua - Trinacromerum - Umoonasaurus |
| Tricleidus        |                  | - Aristonectes - Attenborosaurus - Augustasaurus - Bishanopliosaurus - Брахаухеніус - Cryptoclidus - Edgarosaurus - Elasmosaurus - Hydrorion - Kaiwhekea - Кронозавр - Кронозавр - Лептоклейд - Libonectes - Лиоплевродон - Macroplata - Mauisaurus - Мегалнеузавр - Microcleidus - Muraenosaurus - Nichollssaura - Peloneustes - Плезиоплевродон - Plesiosaurus - Plesiosaurus - Плиозавр - Полиптиходон - Полиптиходон - Ромалеозавр - Ромалеозавр - Seeleysaurus - Симолест - Styxosaurus - Thalassiodracon - Thalassomedon - Thililua - Trinacromerum - Umoonasaurus |
| Trinacromerum     |                  | - Aristonectes - Attenborosaurus - Augustasaurus - Bishanopliosaurus - Брахаухеніус - Cryptoclidus - Edgarosaurus - Elasmosaurus - Hydrorion - Kaiwhekea - Кронозавр - Кронозавр - Лептоклейд - Libonectes - Лиоплевродон - Macroplata - Mauisaurus - Мегалнеузавр - Microcleidus - Muraenosaurus - Nichollssaura - Peloneustes - Плезиоплевродон - Plesiosaurus - Plesiosaurus - Плиозавр - Полиптиходон - Полиптиходон - Ромалеозавр - Ромалеозавр - Seeleysaurus - Симолест - Styxosaurus - Thalassiodracon - Thalassomedon - Thililua - Trinacromerum - Umoonasaurus |
| Tuarangisaurus    |                  | - Aristonectes - Attenborosaurus - Augustasaurus - Bishanopliosaurus - Брахаухеніус - Cryptoclidus - Edgarosaurus - Elasmosaurus - Hydrorion - Kaiwhekea - Кронозавр - Кронозавр - Лептоклейд - Libonectes - Лиоплевродон - Macroplata - Mauisaurus - Мегалнеузавр - Microcleidus - Muraenosaurus - Nichollssaura - Peloneustes - Плезиоплевродон - Plesiosaurus - Plesiosaurus - Плиозавр - Полиптиходон - Полиптиходон - Ромалеозавр - Ромалеозавр - Seeleysaurus - Симолест - Styxosaurus - Thalassiodracon - Thalassomedon - Thililua - Trinacromerum - Umoonasaurus |
| Umoonasaurus      |                  | - Aristonectes - Attenborosaurus - Augustasaurus - Bishanopliosaurus - Брахаухеніус - Cryptoclidus - Edgarosaurus - Elasmosaurus - Hydrorion - Kaiwhekea - Кронозавр - Кронозавр - Лептоклейд - Libonectes - Лиоплевродон - Macroplata - Mauisaurus - Мегалнеузавр - Microcleidus - Muraenosaurus - Nichollssaura - Peloneustes - Плезиоплевродон - Plesiosaurus - Plesiosaurus - Плиозавр - Полиптиходон - Полиптиходон - Ромалеозавр - Ромалеозавр - Seeleysaurus - Симолест - Styxosaurus - Thalassiodracon - Thalassomedon - Thililua - Trinacromerum - Umoonasaurus |
| Uronautes         |                  | - Aristonectes - Attenborosaurus - Augustasaurus - Bishanopliosaurus - Брахаухеніус - Cryptoclidus - Edgarosaurus - Elasmosaurus - Hydrorion - Kaiwhekea - Кронозавр - Кронозавр - Лептоклейд - Libonectes - Лиоплевродон - Macroplata - Mauisaurus - Мегалнеузавр - Microcleidus - Muraenosaurus - Nichollssaura - Peloneustes - Плезиоплевродон - Plesiosaurus - Plesiosaurus - Плиозавр - Полиптиходон - Полиптиходон - Ромалеозавр - Ромалеозавр - Seeleysaurus - Симолест - Styxosaurus - Thalassiodracon - Thalassomedon - Thililua - Trinacromerum - Umoonasaurus |
| Vinialesaurus     |                  | - Aristonectes - Attenborosaurus - Augustasaurus - Bishanopliosaurus - Брахаухеніус - Cryptoclidus - Edgarosaurus - Elasmosaurus - Hydrorion - Kaiwhekea - Кронозавр - Кронозавр - Лептоклейд - Libonectes - Лиоплевродон - Macroplata - Mauisaurus - Мегалнеузавр - Microcleidus - Muraenosaurus - Nichollssaura - Peloneustes - Плезиоплевродон - Plesiosaurus - Plesiosaurus - Плиозавр - Полиптиходон - Полиптиходон - Ромалеозавр - Ромалеозавр - Seeleysaurus - Симолест - Styxosaurus - Thalassiodracon - Thalassomedon - Thililua - Trinacromerum - Umoonasaurus |
| Woolungasaurus    |                  | - Aristonectes - Attenborosaurus - Augustasaurus - Bishanopliosaurus - Брахаухеніус - Cryptoclidus - Edgarosaurus - Elasmosaurus - Hydrorion - Kaiwhekea - Кронозавр - Кронозавр - Лептоклейд - Libonectes - Лиоплевродон - Macroplata - Mauisaurus - Мегалнеузавр - Microcleidus - Muraenosaurus - Nichollssaura - Peloneustes - Плезиоплевродон - Plesiosaurus - Plesiosaurus - Плиозавр - Полиптиходон - Полиптиходон - Ромалеозавр - Ромалеозавр - Seeleysaurus - Симолест - Styxosaurus - Thalassiodracon - Thalassomedon - Thililua - Trinacromerum - Umoonasaurus |
| Yuzhoupliosaurus  |                  | - Aristonectes - Attenborosaurus - Augustasaurus - Bishanopliosaurus - Брахаухеніус - Cryptoclidus - Edgarosaurus - Elasmosaurus - Hydrorion - Kaiwhekea - Кронозавр - Кронозавр - Лептоклейд - Libonectes - Лиоплевродон - Macroplata - Mauisaurus - Мегалнеузавр - Microcleidus - Muraenosaurus - Nichollssaura - Peloneustes - Плезиоплевродон - Plesiosaurus - Plesiosaurus - Плиозавр - Полиптиходон - Полиптиходон - Ромалеозавр - Ромалеозавр - Seeleysaurus - Симолест - Styxosaurus - Thalassiodracon - Thalassomedon - Thililua - Trinacromerum - Umoonasaurus |